# 159351 Leonpascal
159351 Leonpascal è un asteroide della fascia principale. Scoperto nel 2007, presenta un'orbita caratterizzata da un semiasse maggiore pari a 2,5514932 UA e da un'eccentricità di 0,1327180, inclinata di 2,88884° rispetto all'eclittica.
Dal 30 luglio 2007 al 26 settembre 2007, quando 160512 Franck-Hertz ricevette la denominazione ufficiale, è stato l'asteroide denominato con il più alto numero ordinale. Prima della sua denominazione, il primato era di 154660 Kavelaars.
L'asteroide è dedicato a Leon Pascal Kocher, nipote dello scopritore.